# アンソニー・ホースリー
アンソニー・ホースリー（Anthony Horsley、1943年10月31日 - ）は、自動車レースのフォーミュラ1（F1）において1970年代に参戦していたヘスケス・レーシングをアレクサンダー・ヘスケスと共に立ち上げた共同創設者であり、同チームのチームマネージャーとして知られる。
通称の「バブルス」から「バブルス・ホースリー」（Bubbles Horsley）とも呼ばれる（→#通称）。

## 経歴
1943年にサフォーク州ニューマーケットで生まれ、ケント州に所在するパブリックスクールのドーバー・カレッジで学んだ。
18歳で学業を終えた後、グロスタシャーのサイレンセスターという町で不動産管理の職に就いたが、向いていないと感じたため、1962年に同国の首都であるロンドンに移った。

### ドライバー
ロンドンに移った後、最初はレストランのウェイターとして働いていた。この時、同市西部のシェパーズ・ブッシュに本拠地を置いていたレーシングチームのシロッコ・パウエルチームが偶然そのホテルを訪れたことをきっかけとして、同チームでチームバンの運転手兼セールスマネージャーとして雇われ、この仕事を糸口に自動車レースに関わり始めるようになった。
1963年頃のこの時期に、ホースリーは、ピアス・カレッジ、ジョナサン・ウィリアムズ、フランク・ウィリアムズといった当時のF3ドライバーたちとともにハーロウ区ピナーロード（Pinner Road）の住居で生活を共にし、そこをよく訪れていたヨッヘン・リントらとも知り合った。ほどなくして、ホースリーも自身のF3車両を入手し（詳細は別記）、1964年には自分の車両をバンに載せ、フランク・ウィリアムズと共に、バンで寝泊まりしながらヨーロッパの各国を回ってF3レースに参戦するようになった。この際、イギリスではレーシングカー用の部品を簡単に入手できた一方で大陸側では入手性が良くなかったことを利用し、ホースリーはそれらを大陸側に拠点を持つチームたちに販売することで資金を稼いだ。
そのレース生活は、その年のニュルブルクリンクにおけるF3レースで車両を大破させてしまい、レースに出る手段を失ってしまったことで終わりを迎えた。
その後の数年間もレースには関わり続けたが、クリス・アーウィン（1968年の事故で引退）、カレッジ（1970年6月に事故死）、リント（1970年9月に事故死）といった親しいレース仲間たちが立て続けにいなくなったことで、モータースポーツから離れることを決心した。
しばらくはテレビのコマーシャルに出演するなどしつつ、当てもなくいたところ、元ドライバーのニッキー・フォン・プロイセン（Nicky von Preussen）からブータンへの旅に誘われ、彼とともに古いランドローバーに乗り、インドやネパールを1年ほど旅して回った。

### ヘスケス

#### チーム設立 (1972年)
ブータンへの旅から戻った後（1971年後半）、ホースリーはロンドン近郊で中古車販売業を始めて糊口をしのいだ。しばらくして、再びモータースポーツについて考え始めていた頃、旅行前に知り合っていたアレクサンダー・ヘスケス男爵（以下「ヘスケス卿」）と再会した。
ヘスケス卿もまたモータースポーツに強い関心を持っており、レーシングチームを設立するということで意気投合し、1972年に「ヘスケス・レーシング」を二人で設立した。F3に参戦することは決めたが、オーナーのヘスケス卿自身がドライバーをするのはあまりにもリスクがあるということで、ドライバーはホースリーが務めた。
ホースリーはF3車両を立て続けにクラッシュさせ、そんな時、ジェームス・ハントを新たに雇い、当初はホースリーとの2台体制で参戦していたが、ほどなくホースリーはチームマネージャーに専念することになった。
ハントを見つけてきたのはホースリーで、1972年5月にベルギーで開催されたF3レースに際して偶然知り合った（詳細は別記）。当時F3ドライバーだったハントは「スピードは速いが、クラッシュの多い男」として評判は良くなかったが、ホースリーとヘスケス卿は「ヨーロッパのほとんどのサーキットでフェンスにぶつかった経験がある」と言われていたハントについて、他のドライバーにはない何かを体得しているに違いないと考えて白羽の矢を立てた。

#### 1973年 - 1975年
チームは1973年からフォーミュラ1（F1）への参戦を始め、1975年シーズンにはハントがオランダグランプリで、チームにとってF1の世界選手権で初で唯一となる優勝をもたらした。この年のF1はフェラーリのニキ・ラウダに席巻されており、ラウダはオランダGP前の3戦を連勝し、このレースでもポールポジションを手中に収めており、圧倒的に有利と見られていた。しかし、決勝レース直前の大雨によりウェット路面となったことでホースリーとハントは賭けに出ることを決断し、保守的にウェット路面用のセッティングをしたライバルたちとは逆に、ドライ路面用のセットアップでレースに臨んだ。この作戦は当たり、レース途中で路面が急速に乾き、全車がピットストップを終えた時点でハントは首位に立っていた。レース終盤、ハントはラウダからの猛追をしのぎきり、自身にとってもF1で初となる優勝を手にした。
チームはこの1975年シーズンに年間の選手権ランキングでも4位に入るという活躍を見せたが、同年11月、資金難のため、ヘスケス卿はチームを撤退させる旨の発表を行った。

#### 1976年 - 1978年
ホースリーはヘスケス卿からチームの指揮を引き継ぎ、1976年から1978年にかけてチームを率いたが、その3年間でチームは1ポイントも獲得できないほどの低迷を続け、1978年限りでチームは活動を完全に停止した。

### その後
ヘスケスの活動が終了した後、ホースリーはモータースポーツとの関わりは薄くなり、事業を営んで裕福に暮らし、およそ40年後の2022年現在は、「Angry Squirrel」という有機グラノーラを扱った事業を営んでいる。

## 人物
恰幅が良く、ヘスケス・レーシングではオーナーのヘスケス卿と風貌が似通っている。ヘスケスで車両設計者を務めていたハーベイ・ポスルスウェイトが1999年に55歳で死去した際、その葬儀に参列したホースリーは「こんなのない。オレたちみたいな不摂生し放題のデブを残して、ドクが先に逝っちまうなんてさ……」と嘆息したという。

### 通称
通称の「バブルス」（Bubbles）は、ホースリーが入手した最初のレーシングカーであるロータスF3の売主で、当時、女性ドライバーとしてよく知られていた「ブルーベル・ギブス」（Bluebell Gibbs）の名に由来する。彼女からF3車両を入手したことにより、それまでチームバンの運転手だったホースリーはレーシングドライバーとしてF3レースで走るようになった。

### エピソード
- 後にウィリアムズを創設するフランク・ウィリアムズとはF3時代からの付き合いで、1960年代、ホースリーとウィリアムズは他のレース仲間たち（ボヘミアンレース集団）とともに上述のピナー・ロードで共同生活を送り[6]、F3時代のヨーロッパ転戦も共に行った。所有していたブラバムのF3車両をニュージーランドに送ろうとしたある時、ウィリアムズによってタイヤを全て持ち去られるという悪戯を仕掛けられたことがある（ウィリアムズは自身のF3車両に装着するタイヤが他になかったからだと言い訳した）[6]。この10年後、ウィリアムズが自身のチームで走らせるためヘスケス・308Cの購入を申し出た際、売却に応じたホースレイは、タイヤを全て外した状態で車両を送った[6]。
- ジェームス・ハントとの出会いは偶然に近いものだった。1972年のハントはマーチのF3ワークス（STP・マーチ）で走っていたが、それまでの度重なるクラッシュにより、5月にベルギーのシメイ・サーキット（英語版）で開催されたレースの時点でマーチから契約を解除され、ドライバーキャリアの後がなくなっていた[9][1][5]。そのタイミングで、ホースリーはトイレで偶然にハントと隣同士になった際の世間話で事情を知り[5]、ヘスケス卿にハントの起用を進言した[9]。ハントの悪評を耳にしていたヘスケス卿は当初はハントの起用に難色を示していたが、ホースリーは自分がドライバーを続け「ハントはナンバー2」とする、という妥協案でハントの起用についてヘスケス卿の同意を得た[9]。レースから足を洗うことを考えていたハントだったが、以降はヘスケスとともにキャリアのステップを駆け上がり、ハントは、自虐を込めて「オレのプロフェッショナルキャリアはトイレで始まった」と言ってこの話を後々まで持ちネタにした[9]。
- ヘスケス・レーシングのドライバーだったジェームス・ハントはレース週末になると緊張し、情緒不安定になるという癖を持っていた[1]。チームマネージャーを務めていたホースリーは、そうしたハントの性格を「ドライバーに向いていないのではないか」とも考えたが、やがてその性格を利用するようになった[1]。予選の残り時間が20分となったタイミングで、車両のリアをハントが乗ったままの状態でジャッキアップして「問題があるからこれから直す」と嘘をついてハントを怒らせ、タイミングを見てコースに出し、怒りと興奮のままに走ったハントは（緊張を忘れて）速い予選タイムを出した[1]。この方法はハントとヘスケスの予選結果の良さに寄与したと言われている[1]。

## 関連作品
映画
- 『ラッシュ/プライドと友情』（2013年） - 演者・ジュリアン・リンド＝タット。主人公の一人であるジェームス・ハントの所属チームのチームマネージャーとして登場。

漫画
- 『あんたが大将 オレさま烈伝』（2003年 - 2006年） - 「其の弐拾弐 ジェームス・ハント」の回に登場。